# Klabava (řeka)
Klabava je řeka v Plzeňském kraji, pravostranný přítok Berounky. Její délka je 51,2 km, plocha povodí činí 373 km². V letech 1926–2015 se prameniště řeky nacházelo ve vojenském újezdu Brdy.

## Název
Název řeky nebyl v minulosti ve státních mapových dílech ustálený. Přibližně do 60. let 20. století se na státní mapě řeka nazývala Klabavka. Ve stejném období se ve vojenských topografických mapách její horní tok do soutoku s Holoubkovským potokem nazýval Padrťský potok a dolní tok Klabava. Rozdělení řeky na dva názvy (Klabavka a Padrťský potok) proniklo v roce 1969 i do státní mapy, ale název Klabava pronikl do státní mapy až ve vydání z roku 1987. Jednotný název Klabava pro celý tok řeky pak byl na státní mapě poprvé použit ve vydání z roku 1994.

## Popis toku
Řeka pramení v Brdech severozápadně od vrchu Praha  v okrese Příbram, nedaleko samoty Na Rovinách, a teče nejprve na jihozápad. Napájí Gangloffův náhon odvádějící vodu na jih do Bukové. U Hořejšího Padrťského rybníka se stáčí na sever a v následujícím úseku protéká v blízkosti hranic Plzeňského a Středočeského kraje. Následně vtéká definitivně na území Plzeňského kraje a zleva přijímá výtok přitékající z Dolejšího Padrťského rybníka a severní směr si udržuje až k obci Strašice. Poté pokračuje jeho tok na západ k Dobřívi, Hrádku, dále k Rokycanům, která protéká městem a za ním přijímá zprava Holoubkovský potok. Protéká vesnicemi Klabava, Ejpovice, Dýšina-Nová Huť a Chrást. U Chrástu přes tok přechází železniční trať ocelovým mostem o třech polích. Pod Chrástem se vlévá do řeky Berounky; toto ústí je trojmezím okresů Rokycany, Plzeň-město a Plzeň-sever.

## Významnější přítoky
- Holoubkovský potok (P)
- Rakovský potok (L)
- Ejpovický potok (L)
- Svatka (P)
- Bušovický potok (P)

## Fotogalerie

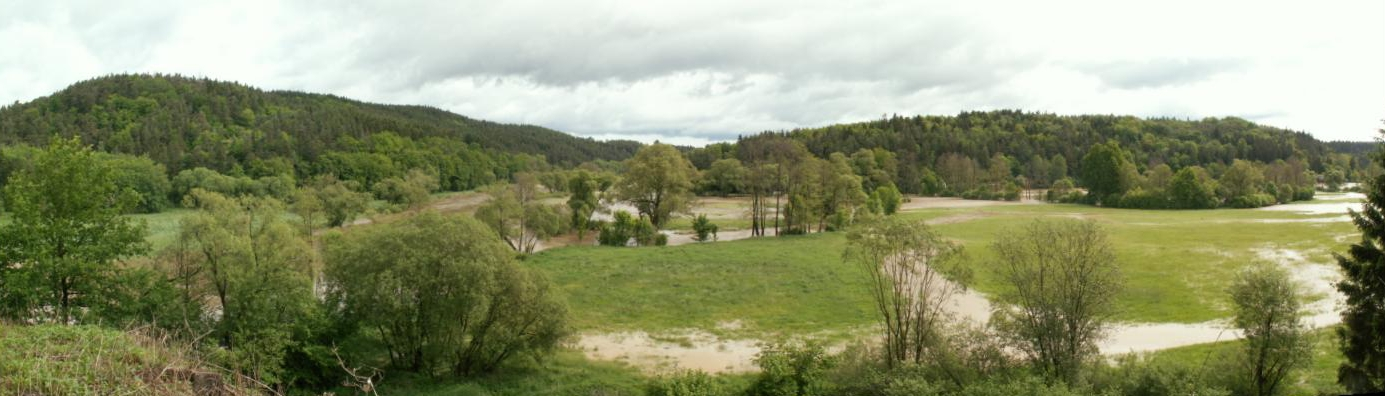
Meandr Klabavy na soutoku s Berounkou, vysoký stav vody
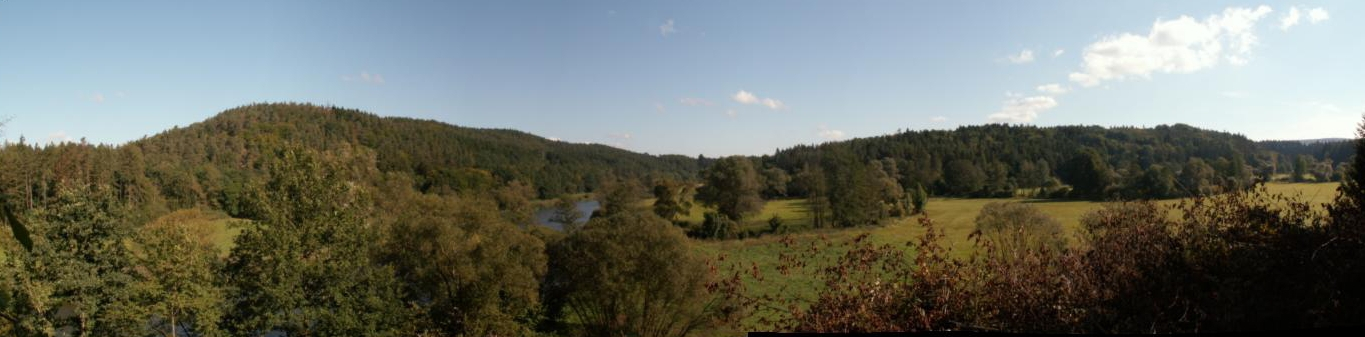
Meandr Klabavy na soutoku s Berounkou
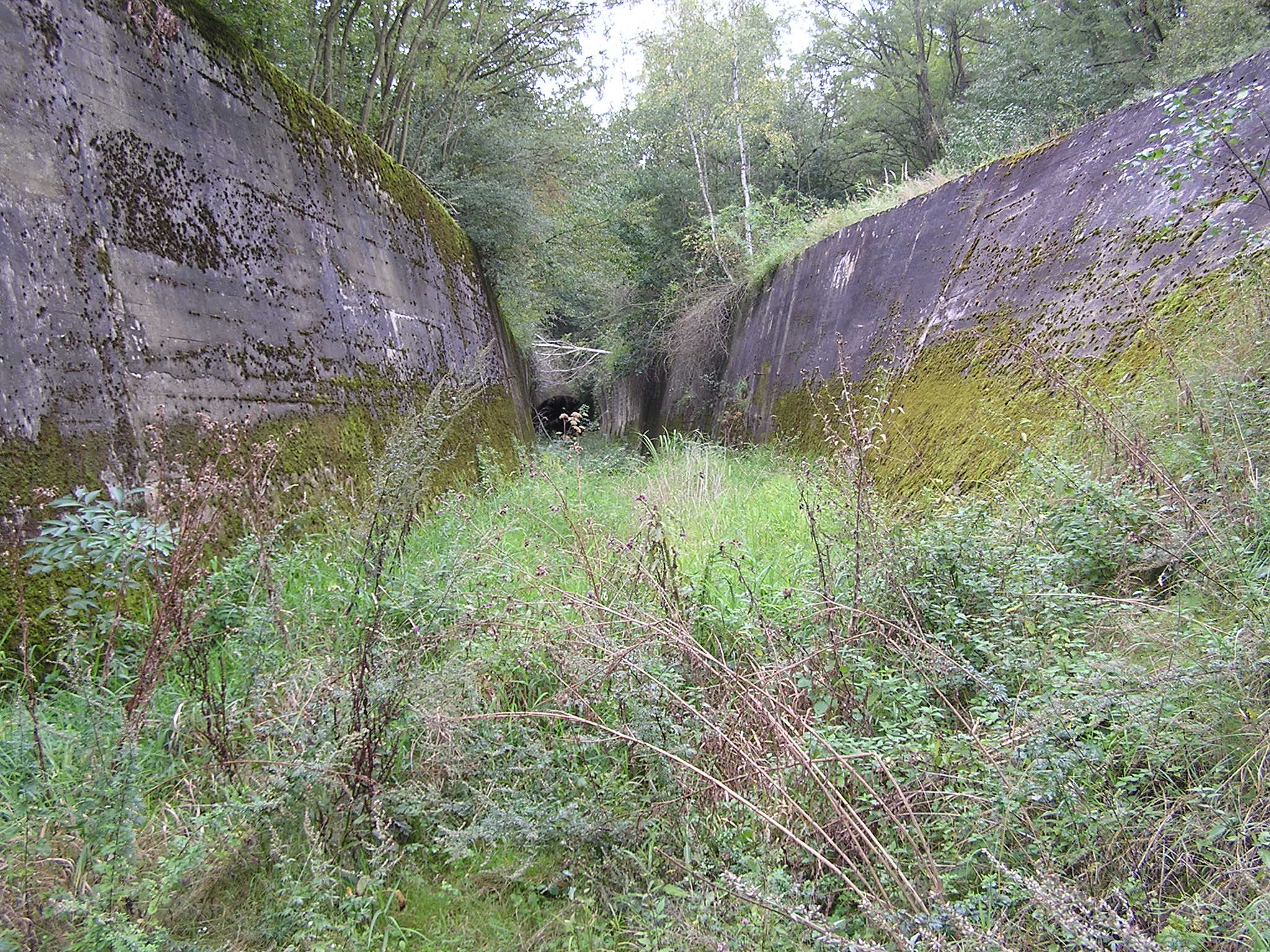
Vstup do jednoho z tunelů u Ejpovic
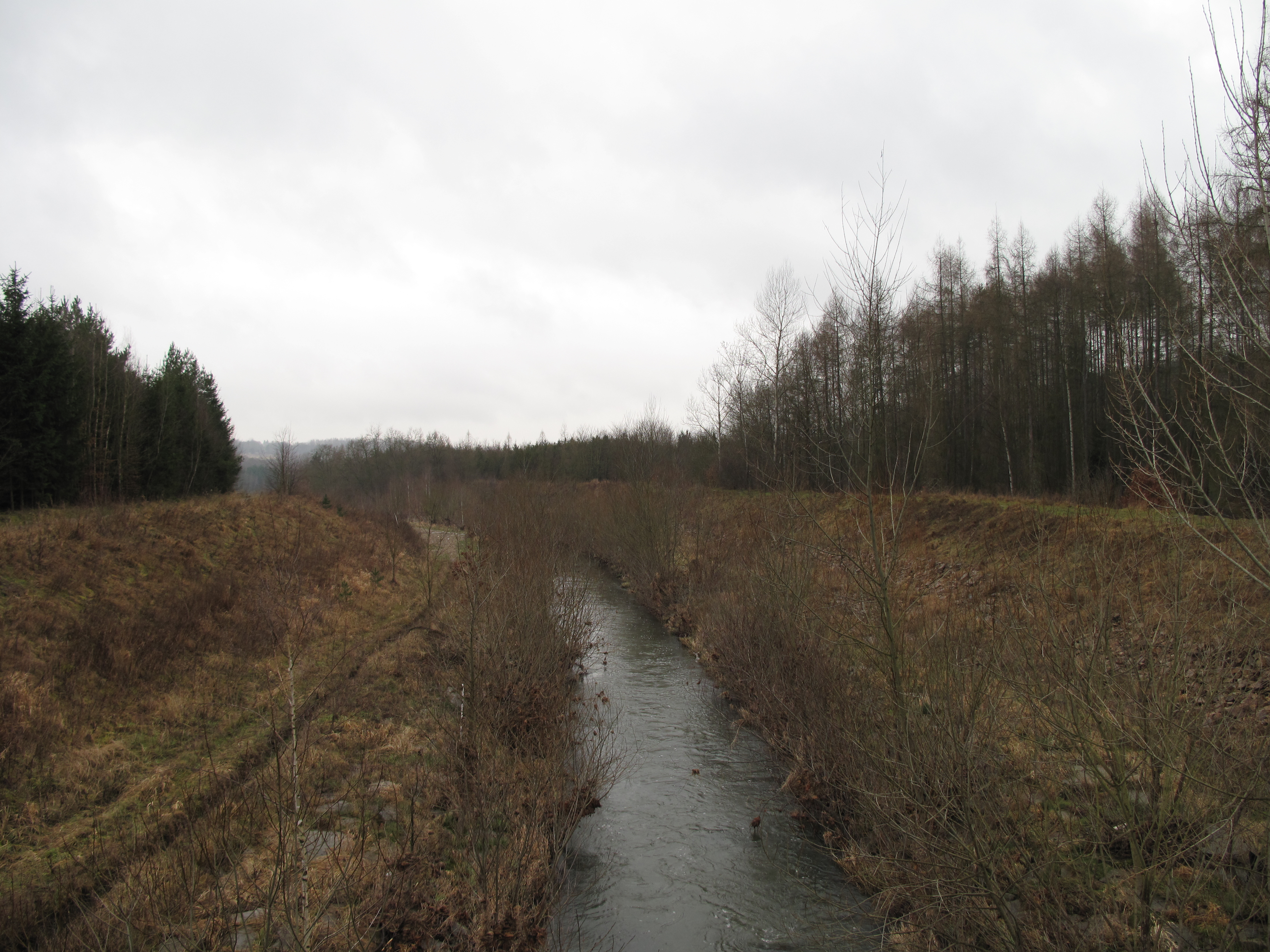
Koryto u Ejpovické nádrže

## Vodní režim
Řeka má značně rozkolísaný průtok, rychle reaguje na srážky v povodí. Pro regulaci toku byla nad vsí Klabavou vybudována v roce 1957 přehrada s vodní nádrží o ploše 32 hektarů. Po ukončení těžby vznikla, zatopením dolu v letech 1967 až 1975, Vodní nádrž Ejpovice o ploše 44 hektarů.
Jako odklon řeky (v souvislosti s otevřením železnorudného dolu v katastru obce Ejpovice) byly v letech 1956–1959 vybudovány dva souběžně vedoucí tunely. Oba klabavské tunely mají rozměry profilu cca 5×5 metrů a jsou dlouhé cca 1563 metrů.

## Využití
Okolí je využíváno pro rekreaci, řeka je vodácky velmi zajímavá, jedná se o jednu z nejzajímavějších divokých vod v kraji, je sjízdná pouze v období tání sněhu nebo významných dešťů.

## Mlýny
Mlýny jsou seřazeny po směru toku řeky.
- Mlýn u Guthů – Rokycany, okres Rokycany, kulturní památka
- Bílý mlýn (Nová Huť) – Mlýnská 20, Nová Huť, Dýšina, okres Plzeň-město
- Jílkův mlýn – Chrást čp. 114, okres Plzeň-město, kulturní památka